# Ungarn ved sommer-OL 2012
Ungarn deltog ved Sommer-OL 2012 i London som blev arrangeret i perioden 27. juli til 12. august 2012.

## Medaljer
| 2012 London | Guld | Sølv | Bronze | Total |
| Ungarn      | 8    | 4    | 6      | 18    |

## Medaljevinderne
| Ungarn under OL 2012 London | Ungarn under OL 2012 London                                       | Ungarn under OL 2012 London | Ungarn under OL 2012 London        | Ungarn under OL 2012 London |
| Medaljer                    | Atlet                                                             | Sport                       | Øvelse                             | Resultat                    |
| --------------------------- | ----------------------------------------------------------------- | --------------------------- | ---------------------------------- | --------------------------- |
| Guld                        | Krisztián Berki                                                   | Turn                        | hest, mænd                         | 16.066                      |
| Guld                        | Dániel Gyurta                                                     | Svømning                    | 200 m bryst, mænd                  | 2.07,28 VR                  |
| Guld                        | Danuta Kozak                                                      | Kano                        | K-1 500 meter, damer               | 1.51,456                    |
| Guld                        | Krisztián Pars                                                    | Atletik                     | Hammer, mænd                       | 80,59 meter                 |
| Guld                        | Éva Risztov                                                       | Svømning                    | 10 kilometer, kvinder              | 1.57.38,2                   |
| Guld                        | Áron Szilágyi                                                     | Fægtning                    | Sabel mænd                         |                             |
| Guld                        | Rudolf Dombi Roland Kökény                                        | Kano                        | K-2 1000 meter, mænd               | 3.09,646                    |
| Guld                        | Gabriella Szabó Danuta Kozák Katalin Kovács Krisztina Fazekas Zur | Kano                        | K-4 500 meter, damer               | 1.30,827                    |
| Sølv                        | Tamás Lőrincz                                                     | Brydning                    | Græsk-romersk stil 66 kg mænd      |                             |
| Sølv                        | Miklós Ungvári                                                    | Judo                        | -66 kg mænd                        |                             |
| Sølv                        | Katalin Kovács Natasa Dusev-Janics                                | Kano                        | K-2 500 meter, damer               | 1.43,278                    |
| Sølv                        | Zoltán Kammerer Dávid Tóth Tamás Kulifai Dániel Pauman            | Kano                        | K-4 100 meter, mænd                | 2.55,699                    |
| Bronze                      | Éva Csernoviczki                                                  | Judo                        | -48 kg kvinder                     |                             |
| Bronze                      | László Cseh                                                       | Svømning                    | 200 meter individuel medley herrer | 1:56.22                     |
| Bronze                      | Natasa Dusev-Janics                                               | Kano                        | K-1 200 meter, damer               | 45,128                      |
| Bronze                      | Gabor Hatos                                                       | Brydning                    | Fri stil 74 kg mænd                |                             |
| Bronze                      | Ádám Marosi                                                       | Moderne femkamp             | mænd                               |                             |
| Bronze                      | Péter Módos                                                       | Brydning                    | Græsk-romersk stil 55 kg mænd      |                             |